# Аборт
Абортът е прекратяване на бременността чрез отстраняване на ембриона или фетуса преди той да може да оцелее извън матката. Абортът може да настъпи спонтанно, като в този случай е наричан също помятане, или да бъде предизвикан умишлено. В много случаи, особено извън тясно медицински контекст, понятието „аборт“ се използва за предизвиканите аборти, наричани също изкуствени. Подобна на аборта процедура, при която фетусът има възможност да оцелее извън матката, се нарича късно прекъсване на бременността.
Когато е разрешен от закона, абортът в развитите страни е сред най-безопасните медицински процедури. Съвременните методи за предизвикан аборт включват медикаменти или хирургически процедури. Медикаментът мифепристон в съчетание с простагландин изглежда е също толкова безопасен и ефективен, както хирургията, в първия и втория триместър на бременността. Противозачатъчни средства, като хапчета и спирали, могат да се използват непосредствено след аборта. Когато е извършен в безопасни условия, предизвиканият аборт не увеличава риска от дългосрочни умствени или физически проблеми. В същото време небезопасните аборти – извършвани от неквалифициран персонал, с неподходящо оборудване или в нехигиенични условия – стават причина за 47 000 смъртни случая и 5 милиона хоспитализации всяка година.
Световната здравна организация препоръчва осигуряването на достъп до безопасни и законни аборти за всички жени. На 4 март 2024 г. Франция става първата държава в света, която утвърждава правото на аборт в конституцията на страната.
По света всяка година се извършват около 56 милиона аборта, като към 45% от тях се правят по небезопасен начин. Броят на абортите не се променя много между 2003 и 2008 година, но преди това, в продължение на поне две десетилетия, те намаляват с подобряването на достъпа до противозачатъчни средства и други методи за семейно планиране. Към 2008 година 40% от жените по света имат достъп до законни аборти без ограничения в причината. В страните, разрешаващи абортите, има различни граници на допустимия най-късен етап на бременността, на който те могат да се извършват. В България това е краят на дванадесетата седмица от първия ден на последната менструация.
В исторически план опити за аборт за правени с помощта на билкови отвари, остри инструменти, силов масаж или други методи на традиционната медицина. Правната уредба, както и културните и религиозните възгледи за абортите се различават в страните по света. На някои места абортът е законен само при специфични обстоятелства, като изнасилване, проблеми с плода, бедност, риск за здравето на жената или кръвосмешение. В много страни се водят дискусии за моралните, етични и правни страни на абортите. Противниците на абортите често смятат, че ембрионът или фетусът е човешко същество с право на живот, поради което сравняват аборта с убийство. Привържениците на законността на абортите обикновено твърдят, че жените имат право да вземат решения за собственото си тяло. Други подкрепят легалните и достъпни аборти по здравни съображения.

## Видове

### Спонтанен аборт
Спонтанният аборт, или помятане, е непреднамерено изхвърляне на плода преди 26-а гестационна седмица. Ако бременността завърши след 26 г.с до 37-а гестационна седмица с раждане на живо дете, това е преждевременно раждане. Смъртта на плода в матката, въпреки че е бил жизнеспособен или по време на раждане, е мъртво раждане. Преждевременните и мъртвите раждания не се считат за аборт, макар че в гранични случаи термините могат да се припокриват.
Едва 30% до 50% от зачеванията продължават след първия триместър. Огромната част от тези, които не продължават, прекъсват преди изобщо жената да разбере, че е заченала, а много бременности прекъсват още преди да е възможно клинично наблюдение на ембрион. Между 15% и 30% от известните бременности завършват с клинично наблюдавано помятане в зависимост от възрастта и здравословното състояние на бременната.
Най-честата причина за спонтанен аборт през първия триместър са хромозомни аномалии на ембриона или фетуса, причиняващи над 50% от изследваните ранни загуби на плода. Сред другите причини са съдови заболявания (напр. системен лупус), диабет, хормонални проблеми, инфекции и аномалии на матката. Основните рискови фактори за спонтанен аборт са напредналата възраст на майката и клинична история, включваща предишни спонтанни аборти. Спонтанен аборт може да бъде предизвикан също от случайна физическа травма. Умишлена травма или натиск с цел предизвикване на аборт не е спонтанен аборт, а изкуствен такъв или убийство на плода.

## Изкуствен аборт
Изкуствено предизвиканият аборт е във вид на медикаментозна или хирургическа намеса. Прилага се до 12-а седмица от бременността, по късен аборт крие голяма опасност за живота на майката и е в по-голяма степен морално неприемлив поради израстването на ембриона (начална форма – зародиш на живот във фетус) до плод с индивидуални белези. До предизвикан аборт може да се стигне поради медицински показания в интерес на здравето на жената, при доказано нежизнеспособен зародиш или по желание.

### Статистика
По статистически данни в САЩ за 2000 година са направени 1,31 милиона аборта.
Според проучване направено през 2000 година сред жени в 27 държави до изкуствен аборт водят следните причини:
- 25,5% – Желаят да отложат раждането на дете
- 21,3% – Не могат да издържат дете
- 14,1% – Имат проблемна връзка или партньорът не желае деца
- 12,2% – Са твърде млади, за да бъдат родители
- 10,8% – С раждането би се прекъснало обучение или професионална реализация
- 7,9% – Не желаят деца или вече имат и не желаят повече
- 3,3% – Поради вероятност от ненормално (нездраво) развитие на ембриона
- 2,8% – Поради риск за здравето на майката
- 2,1% – Бременността е вследствие изнасилване, кръвосмешение или друго

## В българското право
До навършване на пълнолетие на майката, абортът се извършва само със съгласието на родителите ѝ по установения законов ред.
Всяка изкуствено прекъсната бременност чрез хирургическа намеса, извършена извън специализирано болнично заведение, носи риск от смърт или други тежки здравословни последици за майката (безплодие, инфекции и др.), поради което се преследва от закона и се нарича криминален аборт.
Престъпен е и абортът, извършен след края на третия месец на бременността, без да има медицински причини, които да го налагат.

## Способи за прекъсване на бременността

### Медикаментозен аборт
Представлява приема на определено лекарство (или комбинация от лекарства), смята се за безопасна и ефективна процедура с по-малко емоционални последици за майката.

### Хирургически аборт

#### Процедура
След необходимите изследвания и доказване на бременността, се постъпва в специализирана акушеро-гинекологична клиника. Самата процедура се извършва под анестезия (с локална или обща упойка) и трае около 10 минути. В зависимост от имунната система и здравословното състояние на жената общата работоспособност може да се възвърне и до 24 часа. След манипулацията, пациентът не се хоспитализира за повече от няколко часа.

## Здравно разглеждане
В много страни като граница за прекъсване на бременността се приема 7-а до 9-а седмица. Такава ранно оперативна намеса се смята за по-безопасна от самото раждане, ако е извършена преди 16-ата седмица. Ако бременността се прекъсне по-късно, освен прекъсване живота на плода се увеличава и риска за здравето на жената.
Чести причини за решение за аборт са болестите, които могат да се предадат на бебето след раждането като вродената токсоплазмоза, СПИН, синдром на Даун, хемофилията и др. Има и други заболявания от страна на майката като рубеола, епилепсия, апендицит. В България някои от тези болести се използват понякога и като претекст за аборт, но не в други европейски страни.

### Психично здраве
Последните 10 години има много повече изследвания в САЩ и Европа за възможни психически последствия от преминат аборт, при наличие на съпътстващи фактори като слаба социална подкрепа, емоционална привързаност по време на бременността, предишни психични заболявания или смущения или твърде консервативни политически убеждения, които могат да предизвикат негативни усещания след аборта.
През 1990 Американската Психологическа Асоциация (АПА) отчита, че психичните затруднения след аборт са редки и еквивалентни на всеки стрес от нормалния живот. Същото е потвърдено през 2008.

## Социални въпроси

### Немедицински аборт
Немедицинският аборт се смята за опасен за здравето на майката, той се извършва в нехигиенични, несигурни в медицински аспект условия или от лица, които нямат необходимите медицински познания и в 13 процента води до смъртта на майката.

### Полово селективен аборт
Сонографията и други методи за установяване пола на бебето е довело до селективно абортиране на женски ембриони, особено в страни с политика, ограничаваща ражданията (Китай).

### За живота / за избора
Разделението в мненията спрямо аборта на две големи течения – „за живота“ и „за избора“ (pro-life и pro-choice). Първото се корени в разбирането (не задължително религиозно) за висшата ценност на живота и за недопустимостта той да бъде отнеман, дори на най-ранен стадий от неговото развитие. Привържениците на течението „pro-choice“ поставят акцента върху правото на майката да се разпорежда с тялото си. Възгледът се заражда в средите на феминистичните движения. Според него, плодът няма самостоятелно съществуване и ценност извън тялото на майката и следователно отношението към него може да бъде като към всяка друга част или орган от тялото.
Някои негативни психични усещания след аборта са предложени от привържениците на pro-life като състояние наречено „пост-абортивен синдром“ (чувство за вина, неврози, смущения в сексуалната област), но този синдром не е признат от АПА, и някои pro-choice защитници твърдят, че това е тактически политически ход на pro-life привържениците.

## Аборт и религия

### Будизъм
Няма единно мнение в Будизма по отношение на аборта. Все пак традиционните будистки текстове казват, че животът започва със зачеването, и следователно абортът, независимо ранен или късен е предумишлено прекратяване на живот и следователно е отхвърлено. Все пак модерните будистки учители приемат, че ако бременността е от опасност за майката, това може да е приемливо оправдание за аборта, макар че все пак ще доведе до неприятни кармични последствия.

### Ислям
В исляма няма общо становище дали абортите са приемливи или не, но се споделя възгледа, че след четвъртия месец абортът е неприемлив.

### Хиндуизъм
Хиндуистите имат различни мнения за аборта, според някои личността започва да се развива след 3-тия или след 5-ия месец, и по този начин приемат аборта преди това. Други смятат, че абортивните хапчета представляват сериозна крачка към правата на жените.

### Християнство
Съгласно повелята на Господ Бог, отправена към първата човешка двойка: Плодете се и множете се, пълнете земята и обладайте я (Бит. 1:28), в християнската традиция зачеването на дете винаги се е считало за Божи дар и особено благословение за съпрузите, а бездетството – за проклятие за сторени тежки грехове. От гледна точка на старозаветния Закон абортът е тежък смъртен грях против шестата Божия заповед. Това разбиране за родителството и абортите съвсем естествено преминава и в Христовата църква, но с приобщаването към вярата на голям брой езичници, непознаващи Моисеевото законодателство, възниква необходимостта от нарочни правила, регулиращи поведението на новопокръстените. В древнохристиянския писмен паметник Учение на 12-те апостоли (Дидахия) във втора глава откриваме следното правило: „Не убивай, не прелюбодействай, не развращавай деца, не блудствай... не убивай децата в утробата и не умъртвявай родилите се...“ Посланието на св. ап. Варнава е не по-малко категорично: „Не умъртвявай младенеца в утробата и не го убивай след като се роди.“ Отците на Църквата също така недвусмислено осъждат както способстващите извършването на аборт, така и жените, прибягнали към тях. Според св. Василий Велики тези, които дават отвари от билки, отравящи младенеца, са убийци, както и тези, които приемат убиващи зародиша отрови. И още: „Умишленото погубване на заченатия плод подлежи на наказание за убийство.“ Св. Григорий Нисийски, освен че осъжда аборта, осветлява и проблема за началото на живота, като го отнася към момента на зачатието, а не към някой произволен етап от развитието на плода. Сто години преди тях Тертулиан пише по въпроса кога зародишът става човек: „Възпрепятстването на раждането на плода у нас се счита равнозначно на убийство. Пък и действително, не е ли все едно дали изтръгваш душата от тялото, или не я допускаш да се оживотвори?“ Св. Йоан Златоуст изтъква, че не само жената извършила аборт, а и мъжът, който я е подтикнал, носи вина за греха.
Православното богословие и антропология определят началото на човешкия живот с момента на зачатието. „Този, който трябва да стане човек е вече човек“ (Тертулиан, II в.). Макар правилата на Църквата да говорят за аборта като за пиене на отровни билки с цел помятане и да не споменава съвременните медицински способи, Църквата не променя своето принципно отношение за аборта, в който и да е стадий от развитието на плода, като: убийство на невинно човешко същество и пряко нарушаване на заповедта „Не убивай“, като оставя пред участниците в извършването му възможността за покаяние.